# Lynd
Lynd és una població dels Estats Units a l'estat de Minnesota. Segons el cens del 2000 tenia 346 habitants.

## Demografia
Segons el cens del 2000, Lynd tenia 346 habitants, 130 habitatges, i 80 famílies. La densitat de població era de 318,1 habitants per km².
Dels 130 habitatges en un 33,8% hi vivien nens de menys de 18 anys, en un 50% hi vivien parelles casades, en un 6,2% dones solteres, i en un 37,7% no eren unitats familiars. En el 23,8% dels habitatges hi vivien persones soles el 9,2% de les quals corresponia a persones de 65 anys o més que vivien soles. El nombre mitjà de persones vivint en cada habitatge era de 2,66 i el nombre mitjà de persones que vivien en cada família era de 3,2.
Per edats la població es repartia de la següent manera: un 27,2% tenia menys de 18 anys, un 12,7% entre 18 i 24, un 30,9% entre 25 i 44, un 18,5% de 45 a 60 i un 10,7% 65 anys o més.
L'edat mediana era de 33 anys. Per cada 100 dones de 18 o més anys hi havia 119,1 homes.
La renda mediana per habitatge era de 36.125 $ i la renda mediana per família de 36.458 $. Els homes tenien una renda mediana de 26.635 $ mentre que les dones 20.313 $. La renda per capita de la població era de 15.026 $. Entorn del 14,7% de les famílies i el 15,7% de la població estaven per davall del llindar de pobresa.

## Poblacions més properes
El següent diagrama mostra les poblacions més properes.